# USS Richard B. Anderson (DD-786)
USS Richard B. Anderson (DD-786) là một tàu khu trục lớp Gearing được Hải quân Hoa Kỳ chế tạo vào giai đoạn cuối Chiến tranh Thế giới thứ hai. Nó là chiếc tàu chiến duy nhất của Hải quân Mỹ được đặt theo tên Binh nhất Thủy quân Lục chiến Richard B. Anderson (1921–1944), người đã tử trận trong trận Kwajalein và được truy tặng Huân chương Danh dự. Hoàn tất khi chiến tranh đã kết thúc, con tàu tiếp tục phục vụ trong giai đoạn Chiến tranh Lạnh, Chiến tranh Triều Tiên và Chiến tranh Việt Nam, cho đến khi xuất biên chế năm 1975. Con tàu được chuyển cho Đài Loan năm 1977 và tiếp tục phục vụ cùng Hải quân Trung Hoa dân quốc như là chiếc ROCS Kai Yang (DD-24/DDG-924) cho đến năm 1999. Richard B. Anderson được tặng thưởng bốn Ngôi sao Chiến trận do thành tích phục vụ trong Chiến tranh Triều Tiên, rồi thêm 11 Ngôi sao Chiến trận khác khi hoạt động trong Chiến tranh Việt Nam.

## Thiết kế và chế tạo
Richard B. Anderson được đặt lườn tại xưởng tàu của hãng Todd Pacific Shipyards, Inc. ở Seattle, Washington vào ngày 1 tháng 12 năm 1944. Nó được hạ thủy vào ngày 7 tháng 7 năm 1945; được đỡ đầu bởi bà Oscar A. Anderson, mẹ binh nhất Anderson, và nhập biên chế vào ngày 26 tháng 10 năm 1945 dưới quyền chỉ huy của Hạm trưởng, Trung tá Hải quân Hugh H. Murray.

## Lịch sử hoạt động

### 1945 – 1950
Sau khi hoàn tất việc chạy thử máy, Richard B. Anderson đặt cảng nhà tại San Diego, California và phục vụ canh phòng máy bay cho những tàu sân bay thuộc lớp Essex hoạt động ngoài khơi vùng biển Nam California. Ngưng hoạt động một thời gian ngắn từ mùa Thu năm 1946 do thiếu hụt nhân sự, nó hoạt động trở lại vào tháng 1 năm 1947, và đến tháng 2 đã tham gia các cuộc tập trận hạm đội tại vùng biển quần đảo Hawaii. Sau đó, các hoạt động thực hành tìm kiếm và giải cứu (SAR), huấn luyện tại chỗ ngoài khơi California và một đợt đại tu chiếm trọn thời gian còn lại của năm 1947 và đầu năm 1948.
Richard B. Anderson khởi hành đi Trân Châu Cảng vào ngày 9 tháng 3 năm 1948, nơi nó thực hành huấn luyện chống tàu ngầm trong hai tuần, rồi tiếp tục băng qua Thái Bình Dương để phục vụ cùng Đệ Thất hạm đội tại Viễn Đông. Nó đi đến Thanh Đảo, Trung Quốc vào tháng 4, rồi chuyển đến vịnh Buckner, Okinawa để thực tập trước khi quay trở lại vùng biển Trung Quốc vào giữa tháng 5. Sau các hoạt động tại Thanh Đảo và Thượng Hải, nó viếng thăm Hong Kong và Manila, Philippines và cuối tháng 8 và đầu tháng 9, rồi quay trở lại Trung Quốc. Chiếc tàu khu trục lên đường quay trở về Hoa Kỳ vào ngày 12 tháng 11, về đến California vào ngày 26 tháng 11. Sang tháng 3 năm 1949, nó tham gia thử nghiệm phóng tên lửa Aerobee để nghiên cứu tầng bình lưu tại vùng xích đạo từ. Đến tháng 8, nó lại được điều động để phục vụ cùng Đệ Thất hạm đội tại Viễn Đông. Cho dù hoạt động chủ yếu tại Philippines trong đợt này, nhưng con tàu cũng có dịp viếng thăm Sài Gòn, Đông Dương thuộc Pháp từ ngày 16 đến ngày 23 tháng 3 năm 1950, và chứng kiến cuộc xung đột giữa lực lượng Việt Minh và quân đội Pháp trong cuộc Chiến tranh Đông Dương. Nó quay trở về Hoa Kỳ vào tháng 6 năm đó.

### Chiến tranh Triều Tiên
Không lâu sau đó, sự kiện lực lượng Bắc Triều Tiên vượt qua vĩ tuyến 38 tấn công xuống lãnh thổ Nam Triều Tiên vào ngày 25 tháng 6 đã khiến cho Chiến tranh Triều Tiên bùng nổ; và Richard B. Anderson lại lên đường vào ngày 19 tháng 2 năm 1951, cùng với Đội khu trục 12 hướng sang khu vực chiến sự. Đi đến Sasebo, Nhật Bản vào ngày 12 tháng 3, nó gia nhập Lực lượng Đặc nhiệm 77 hai ngày sau đó tại vị trí ngoài khơi bờ biển phía Đông bán đảo Triều Tiên. Cho đến tháng 4, nó phục vụ trong vai trò hộ tống và canh phòng máy bay cho các tàu sân bay, khi chúng tung ra các phi vụ không kích nhắm vào lực lượng Bắc Triều Tiên và Chí nguyện quân Trung Quốc, cũng như các trung tâm công nghiệp và các tuyến đường tiếp liệu đối phương.
Richard B. Anderson đi đến Yokosuka, Nhật Bản để tiếp liệu và bảo trì vào giữa tháng 4, rồi quay trở lại Triều Tiên hỗ trợ cho một cuộc đổ bộ nghi binh lên Tanchon vào cuối tháng đó. Đến tháng 5, nó tập trận chống tàu ngầm tại vùng biển ngoài khơi Nhật Bản và Okinawa, rồi sang tháng 6, nó tham gia hoạt động tuần tra tại eo biển Đài Loan. Chiếc tàu khu trục thực hành tìm-diệt chống tàu ngầm trong tháng 7, rồi sang tháng 8 quay trở lại phục vụ cùng Lực lượng Đặc nhiệm 77 trong những tuần lễ sau cùng của lượt phục vụ tại Viễn Đông.
Richard B. Anderson quay trở về Hoa Kỳ, về đến San Diego vào ngày 30 tháng 9. Bảy tháng sau, con tàu lại lên đường đi sang khu vực Tây Thái Bình Dương cho lượt phục vụ thứ hai trong cuộc chiến tranh. Đi ngang qua quần đảo, nó gia nhập trở lại Lực lượng Đặc nhiệm 77 vào ngày 12 tháng 6 năm 1952, và cho đến tháng 7 đã hoạt động cùng các tàu sân bay, ngoại trừ một nhiệm vụ bắn phá tuyến đường sắt vào ngày 25 tháng 6. Nó đi đến Nhật Bản vào ngày 9 tháng 7, thực tập chống tàu ngầm tại phía Nam khu vực này cho đến ngày 31 tháng 7. Chiếc tàu khu trục khởi hành đi Cơ Long, Đài Loan cho một lượt hoạt động tuần tra tại eo biển Đài Loan, rồi quay trở lại vùng chiến sự Triều Tiên vào ngày 21 tháng 8 trong thành phần Lực lượng Đặc nhiệm 95, lực lượng hộ tống và phong tỏa Liên Hợp Quốc.
Richard B. Anderson chuyển đến khu vực Wonsan và Songjin vào ngày 23 tháng 8, rồi được điều động trở lại Lực lượng Đặc nhiệm 77 bốn ngày sau đó. Được cho tách ra vào ngày 30 tháng 8, nó hỗ trợ các hoạt động tại vùng tiền duyên cho đến ngày 2 tháng 9, rồi quay trở lại Yokosuka vào ngày hôm sau. Nó chuyển đến khu vực để thực tập tìm diệt tàu ngầm vào giữa tháng 9, rồi gia nhập trở lại Lực lượng Đặc nhiệm 77 vào cuối tháng đó. Chiếc tàu khu trục phục vụ cùng các tàu sân bay nhanh cho đến ngày 18 tháng 10, ngoại trừ hai lượt được tách ra làm nhiệm vụ bắn phá bờ biển, rồi gia nhập Lực lượng Đặc nhiệm 70 để hoạt động ở phía Nam Nhật Bản. Nó được điều động trở lại Lực lượng Đặc nhiệm 77 vào tháng 11.

### 1953 - 1962
Richard B. Anderson rời vùng biển Triều Tiên vào ngày 24 tháng 11, 1952 để quay trở lại Nhật Bản, và đến ngày 6 tháng 12 đã lên đường quay trở về Hoa Kỳ ngang qua Guam. Trong một thập niên tiếp theo sau, chiếc tàu khu trục vẫn thường xuyên được phái sang Viễn Đông để hoạt động cùng Đệ Thất hạm đội, luân phiên với những giai đoạn huấn luyện và sửa chữa đại tu tại vùng bờ Tây Hoa Kỳ. Vào tháng 7, 1960, nó đi vào Xưởng hải quân Puget Sound tại Bremerton, Washington và trải qua một đợt nâng cấp trong khuôn khổ Chương trình Hồi sinh và Hiện đại hóa Hạm đội I (FRAM: Fleet Rehabilitation and Modernization), nhằm kéo dài tuổi thọ phục vụ thêm 10 đến 20 năm đồng thời nâng cao hiệu quả tác chiến. Nó rời xưởng tàu vào tháng 5, 1961 cùng những tiện nghi ăn ở cho thủy thủ được cải thiện, thiết bị liên lạc được hiện đại hóa, và tăng cường những vũ khí chống ngầm bao gồm tên lửa chống ngầm RUR-5 ASROC cùng hầm chứa và sàn đáp để vận hành máy bay trực thăng không người lái chống tàu ngầm Gyrodyne QH-50 DASH.
Trong thời gian còn lại của năm 1961, Richard B. Anderson hoạt động huấn luyện ôn tập và tham gia cuộc Tập trận "Sea Shell". Vào tháng 5, 1962, nó tham gia chiến dịch Swordfish, một phần của chương trình thử nghiệm vũ khí hạt nhân mang tên Chiến dịch Dominic tại khu vực đảo Kiritimati; trong thử nghiệm này, tên lửa ASROC mang đầu đạn nguyên tử đã được nhắm vào mục tiêu ngầm dưới nước. Sau khi quay trở về, con tàu được điều động từ Đội khu trục 12 sang Đội khu trục 51, và phục vụ cùng Hải đội Khu trục 5. Nó thực hiện một chuyến viếng thăm đến Portland, Oregon, cùng những cuộc tập trận tại chỗ cho đến khi lại được phái sang khu vực Tây Thái Bình Dương vào tháng 11, tham gia các cuộc thực hành tìm diệt tàu ngầm, các cuộc tập trận cùng hải quân các nước khối SEATO, cũng như tham gia tuần tra tại eo biển Đài Loan.

### Chiến tranh Việt Nam
Khi xảy ra Sự kiện vịnh Bắc Bộ do tàu khu trục Maddox (DD-731) đụng độ với các tàu phóng lôi của Bắc Việt Nam vào các ngày 2 và 4 tháng 8, 1964, Richard B. Anderson được huy động vào ngày hôm sau để hướng sang vùng biển Việt Nam. Nó đi đến vịnh Subic, Philippines vào ngày 28 tháng 8, và sang đầu tháng 9 đã tuần tra trong vịnh Bắc Bộ hộ tống cho các tàu sân bay thuộc Lực lượng Đặc nhiệm 77. Nó quay trở lại vịnh Subic vào cuối tháng đó rồi tiếp tục đi sang Hong Kong, nơi nó phục vụ như một căn cứ nổi trong tháng 10. Con tàu quay trở lại Việt Nam vào giữa tháng 11, và trong gần hai tháng tiếp theo đã hộ tống cho các đội đặc nhiệm đổ bộ ngoài khơi Nam Việt Nam cũng như các đội đặc nhiệm tàu sân bay trong vịnh Bắc Bộ. Nó cũng hoạt động trinh sát các đảo của Bắc Việt Nam và tuần tra canh phòng cho đến giữa tháng 1, 1965, khi nó đi đến Yokosuka, và lên đường quay trở về nhà vào ngày 19 tháng 1.
Về đến San Diego vào ngày 1 tháng 2, 1965, Richard B. Anderson tiếp tục các hoạt động cùng Đệ Nhất hạm đội dọc theo vùng bờ Tây Hoa Kỳ; và trong thời gian còn lại của năm 1965 nó thực hành huấn luyện, bao gồm một chuyến đi thực tập cho học viên sĩ quan, phục vụ như tàu huấn luyện thiết bị điện tử, và tham gia các đợt tập trận của hải đội và hạm đội. Nó khởi hành vào ngày 7 tháng 1, 1966 để đi sang Viễn Đông, và đến đầu tháng 2 đã gia nhập Đội đặc nhiệm 77.5 ngoài khơi bờ biển Nam Việt Nam.
Được tách một thời gian ngắn làm nhiệm vụ trinh sát, Richard B. Anderson hoạt động cùng Đội đặc nhiệm 77.5 cho đến ngày 11 tháng 2, phục vụ như trạm canh phòng rafar ở phía Nam đảo Hải Nam cho đến ngày 17 tháng 2 khi nó lên đường đi sang Nhật Bản, vào ngày 3 tháng 3 đã quay trở lại Philippines. Nó quay trở lại vùng chiến sự tại Việt Nam vào giữa tháng 3, làm nhiệm vụ bắn hải pháo hỗ trợ tại khu vực phụ cận Huế cho đến đầu tháng 4, khi nó lên đường đi Hong Kong rồi quay trở lại vịnh Bắc Bộ. Đến cuối tháng 4, con tàu được bảo trì tại cảng Cao Hùng, Đài Loan; và khi quay trở lại Việt Nam nó luân phiên phục vụ canh phòng máy bay cho tàu sân bay Intrepid (CVS-11) với hoạt động bắn phá bờ biển tại vùng đồng bằng sông Cửu Long. Con tàu lên đường đi Nhật Bản vào ngày15 tháng 6 trước khi quay trở về Hoa Kỳ.
Về đến San Diego vào ngày 10 tháng 7, Richard B. Anderson được đại tu trước khi tiếp nối các nhiệm vụ như tàu huấn luyện, thực hành và tập trận. Nó lại lên đường đi sang khu vực Tây Thái Bình Dương vào ngày 25 tháng 4, 1967; rồi trong các tháng 6, tháng 7, một phần tháng 8 và hầu hết tháng 9 được nó dành cho hoạt động hộ tống, canh phòng máy bay cũng như tìm kiếm và giải cứu ngoài khơi bờ biển Việt Nam. Nó quay trở về San Diego vào cuối tháng 10.
Từ mùa Đông 1967 cho đến mùa Thu 1968, Richard B. Anderson dành thời gian cho việc đại tu, huấn luyện ôn tập, tiến hành chuyến đi thực tập cho học viên sĩ quan và tập trận. Nó lại được phái sang Viễn Đông vào cuối tháng 9, 1968, có một chặng dừng tại vùng biển Hawaii để thực hành trước khi đi đến Yokosuka vào ngày 27 tháng 9; nó lên đường hướng sang Việt Nam ba ngày sau đó. Các hoạt động bắn hải pháo hỗ trợ tại phía Nam khu phi quân sự và ngoài khơi Đà Nẵng kéo dài cho đến tháng 11, được tiếp nối bởi các đợt tập trận trong Khối SEATO, và đến cuối tháng đó nó quay trở lại vùng chiến sự hoạt động cùng các tàu sân bay.
Richard B. Anderson lên đường đi Nhật Bản vào giữa tháng 12, nhưng nhanh chóng được gọi quay trở lại vùng chiến sự hỗ trợ các hoạt động tác chiến vào đầu tháng 1, 1969, bắn phá các vị trí đối phương tại phía Nam khu phi quân sự và Đà Nẵng, cũng như bắn quấy rối ban đêm và can thiệp. Được cho tách ra vào ngày 20 tháng 1, con tàu tham gia một cuộc tập trận khác của Khối SEATO, rồi viếng thăm Hong Kong, vả vào ngày 6 tháng 2 lại làm nhiệm vụ hộ tống và canh phòng máy bay trong vịnh Bắc Bộ. Sang tháng 3, nó quay lại nhiệm vụ bắn phá ở phía Bắc Nha Trang, rồi lên đường đi Cao Hùng vào ngày 21 tháng 3 để bảo trì và sửa chữa. Chiếc tàu khu trục trở lại vịnh Bắc Bộ làm nhiệm vụ hộ tống và canh phòng máy bay cho đến giữa tháng 4, khi nó đi sang khu vực biển Nhật Bản tạm thời hoạt động cùng một đội đặc nhiệm tàu sân bay được hình thành để bảo vệ cho những chuyến bay trinh sát. Nó lên đường qua trở về nhà vào cuối tháng 4.
Về đến San Diego vào ngày 11 tháng 5, Richard B. Anderson trải qua đợt đại tu vào cuối mùa Hè và đầu mùa Thu năm đó, rồi tiến hành các hoạt động huấn luyện và thực hành. Nó hoạt động phối hợp cùng tàu sân bay Oriskany (CVA-34) trong tháng 3, 1970, rồi chuẩn bị cho lượt bố trí tiếp theo sang khu vực Tây Thái Bình Dương. Con tàu khởi hành vào ngày 27 tháng 5, nhưng nhanh chóng buộc phải quay trở lại cảng khi thủy thủ phá hoại một trong những hộp số giảm tốc. Ốc vít và dây xích được tìm thấy trong hộp số giảm tốc bên mạn trái, gây ra thiệt hại lên đến hàng nghìn Đô la Mỹ; nhiều thủy thủ bị truy tố vì đã gây ra hư hại, nhưng vụ việc cuối cùng được bỏ qua vì không có chứng cứ rõ ràng. Con tàu được sửa chữa tại Long Beach, California, rồi lại khởi hành vào tháng 8 cho một lượt hoạt động khác cùng Đệ Thất hạm đội tại Việt Nam. Nó hoàn tất nhiệm vụ vào tháng 1, 1971.
Richard B. Anderson về đến San Diego vào ngày 10 tháng 2, 1971, rồi tiếp tục hoạt động từ cảng này cho đến ngày 20 tháng 10, khi nó lên đường cho một lượt phục vụ kéo dài tại Viễn Đông. Nó đi đến cảng nhà mới Yokosuka, Nhật Bản vào ngày 11 tháng 11, và tiến hành nhiều hoạt động hỗ trợ ngoài khơi bờ biển Việt Nam, bao gồm hỗ trợ hải pháo cho cuộc chiến trên bộ và canh phòng máy bay cho tàu sân bay. Trong giai đoạn từ ngày 11 tháng 12, 1971 đến ngày 10 tháng 1, 1972, chiếc tàu khu trục được phái sang Ấn Độ Dương vào lúc xảy ra cuộc chiến tranh giữa Ấn Độ và Pakistan. Nó quay trở lại vùng chiến sự tại Việt Nam từ ngày tháng 3, rồi quay trở về Hoa Kỳ. Đến tháng 4, 1975, nó lại có mặt ngoài khơi Việt Nam tiến hành Chiến dịch Frequent Wind giúp di tản quân nhân, viên chức và thường dân Việt Nam khi lực lượng Cộng sản chiếm được Sài Gòn.
Richard B. Anderson được cho xuất biên chế vào ngày 20 tháng 12, 1975. Tên nó được cho rút khỏi danh sách Đăng bạ Hải quân vào ngày 30 tháng 1, 1976.

### ROCSKai Yang(DDG-924)
Con tàu được chuyển cho Đài Loan vào ngày 1 tháng 6,  1977, và tiếp tục phục vụ cùng Hải quân Trung Hoa dân quốc như là chiếc ROCS Kai Yang (DDG-924) cho đến khi ngừng hoạt động vào ngày 16 tháng 11, 1999.

## Phần thưởng
Richard B. Anderson được tặng thưởng bốn Ngôi sao Chiến trận do thành tích phục vụ trong Chiến tranh Triều Tiên, rồi thêm 11 Ngôi sao Chiến trận khác khi hoạt động trong Chiến tranh Việt Nam.